# Unione Sportiva Sanremese Calcio 1997-1998
Questa pagina raccoglie le informazioni riguardanti l'Unione Sportiva Sanremese Calcio nelle competizioni ufficiali della stagione 1997-1998.

## Risultati

### Campionato

#### Poule scudetto
| Arbitro: | Valensin (Milano) |

|             |           |            |
| Spatari 79’ | Marcatori | 59’ Siazzu |

| Trento 20 maggio 1998, ore 16:30 CEST Turno preliminare - 2ª giornata | Trento    | 0 – 3 referto                     | Sanremese | Stadio Briamasco |
| \| \| \| \| \| \| Marcatori \| 11’ Notari 53’ Bifini 56’ Spatari \|   |           |                                   |           |                  |
|                                                                       |           |                                   |           |                  |
|                                                                       | Marcatori | 11’ Notari 53’ Bifini 56’ Spatari |           |                  |

| Arbitro: | Nicoletti |

|                                               |           |                   |
| Spatari 19’ Calabria 26’ Lerda 30’ Bifini 54’ | Marcatori | 60’ (rig.) Boccia |

| Arbitro: | Dattilo (Locri) |

|                      |           |                   |
| D'Angelosante Poggia | Marcatori | Notari Baldisseri |

| Arbitro: | Trefoloni (Siena) |

|                            |           |              |
| Fecarotta 1’ Fecarotta 63’ | Marcatori | 29’ Calabria |

| Arbitro: | Mazzoleni (Bergamo) |

|  |           |              |
|  | Marcatori | 58’ Sarnelli |